# الحياة البرية في نيجيريا

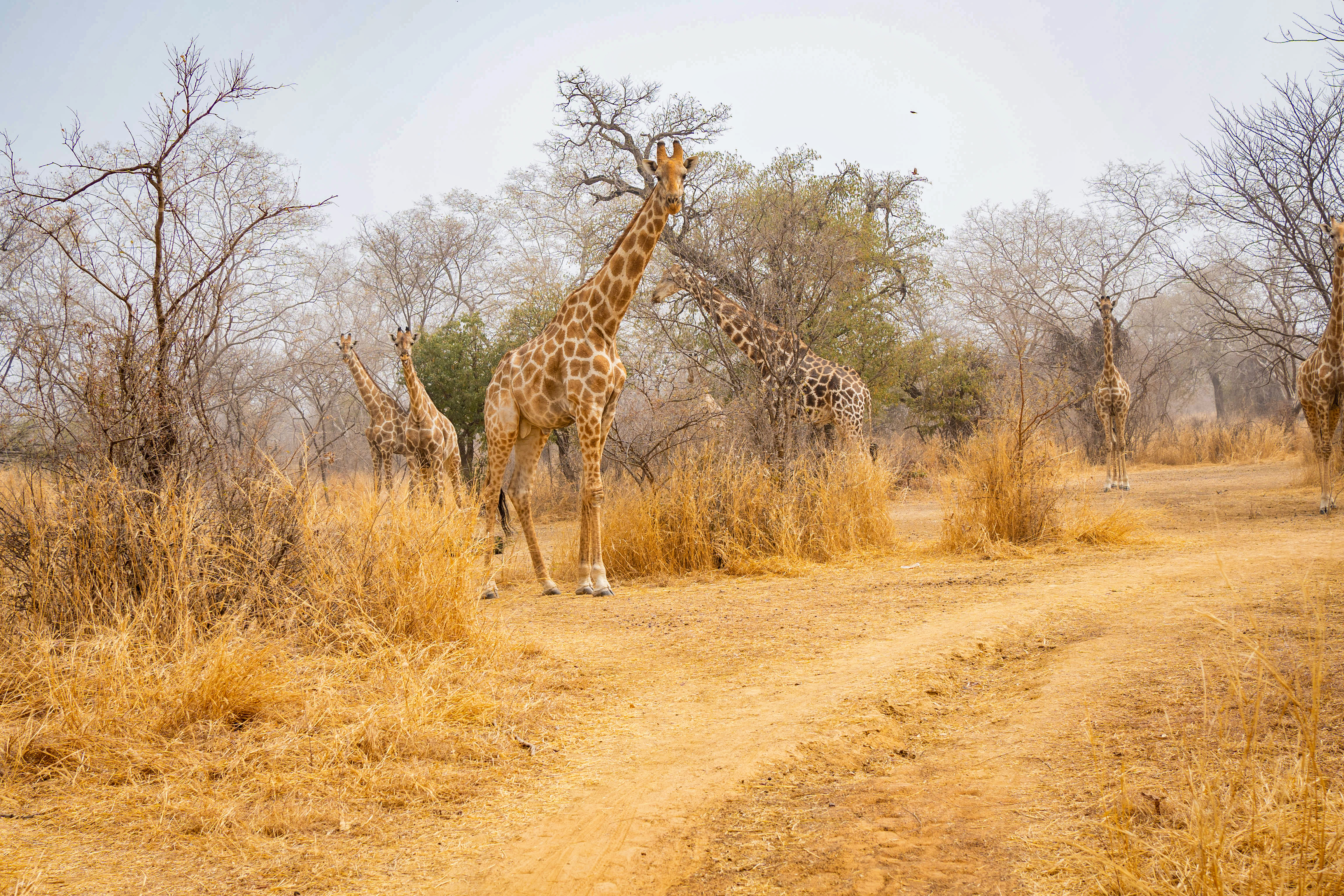
محمية سومو البرية في ولاية باوتشي، نيجيريا، إحدى أبرز مناطق التنوع البيولوجي في البلاد.

تشمل الحياة البرية في نيجيريا (Wildlife of Nigeria) جميع أشكال الكائنات الحية التي تعيش ضمن حدود البلاد، من الثدييات والزواحف والطيور والبرمائيات والحشرات، حيث تتوزع هذه الأنواع عبر نطاقات بيئية متعددة مثل الغابات المطيرة والسافانا والجبال والسهول والمستنقعات. وتتميّز نيجيريا بتنوعٍ بيولوجيّ فريد من نوعه داخل القارة الأفريقية، إذ تحتضن مجموعة واسعة من المواطن الطبيعية التي توفّر بيئة ملائمة لآلاف الأنواع من الكائنات الحية، منها ما هو مستوطن أو مهدد بالانقراض. ومع ذلك، تواجه الحياة البرية في البلاد تهديدات متزايدة بفعل النشاط البشري المتسارع، مثل إزالة الغابات، والتوسع الزراعي، والصيد غير المشروع، وتدهور الموائل الطبيعية.

## الجغرافيا والأنظمة البيئية

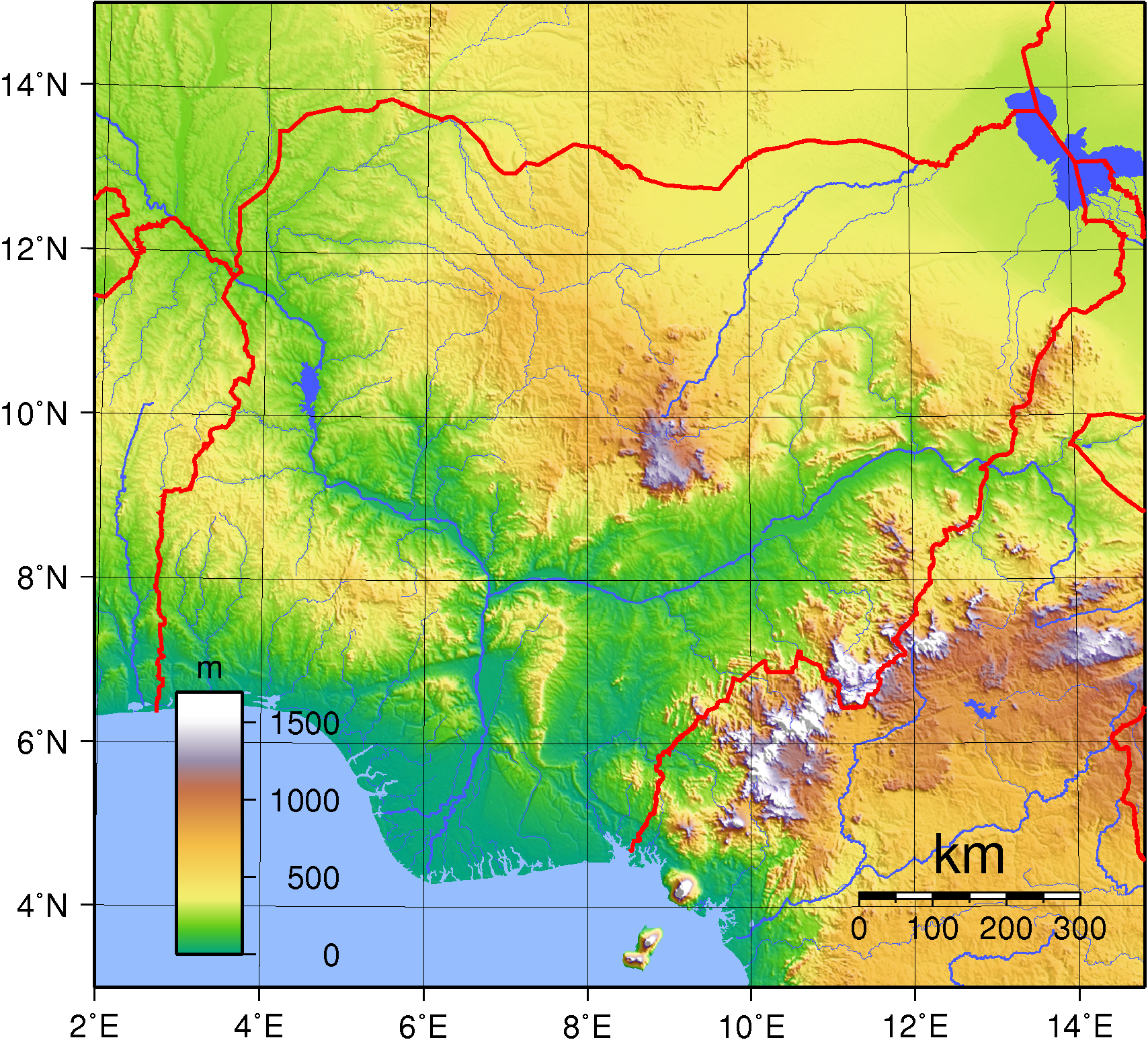
خريطة تضاريس نيجيريا تُظهر التدرجات الارتفاعية من السهول الساحلية إلى المرتفعات الداخلية.

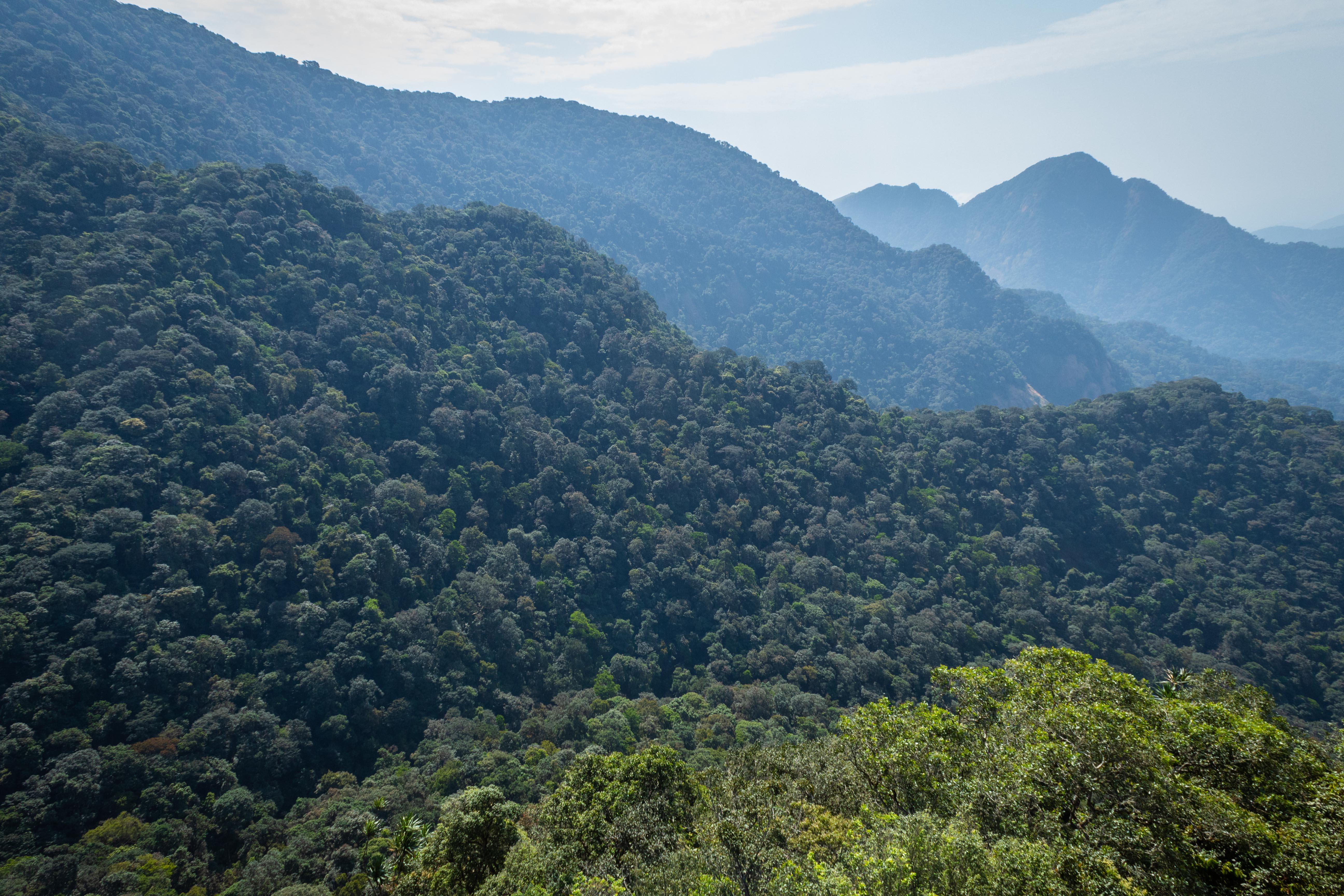
غابة أنابي الجبلية في محمية نهر كروس الوطنية، ولاية كروس ريفر، نيجيريا.

يمتدّ التنوع البيئي في نيجيريا من الجنوب إلى الشمال، حيث تشمل:
- المناطق المنغروفية والمستنقعات الساحلية: على طول دلتا النيجر، التي تعد من أكبر مناطق المنغروف في غرب أفريقيا، وتوفر مواطن هامة للكائنات البحرية والطيور المهاجرة.[2]

- الأنهار والموارد المائية: تشكل أنهار النيجر والبنوي العمود الفقري للنظم البيئية النهرية في البلاد، حيث تدعم تنوعًا حيوانيًا ونباتيًا غنيًا عبر مساراتها التي تمتد عبر سهول السافانا والغابات المطيرة. كما تتجمع مياه الأنهار في دلتا النيجر، التي تعتبر واحدة من أكثر النظم البيئية رطوبة وتنوعًا في إفريقيا، إذ توفر موائل حرجة للأسماك، والطيور، واللافقاريات، والأنواع المستوطنة.[3] وتُعد دلتا النيجر منطقة حيوية للحفاظ على التوازن البيئي والمصايد الطبيعية. [4]

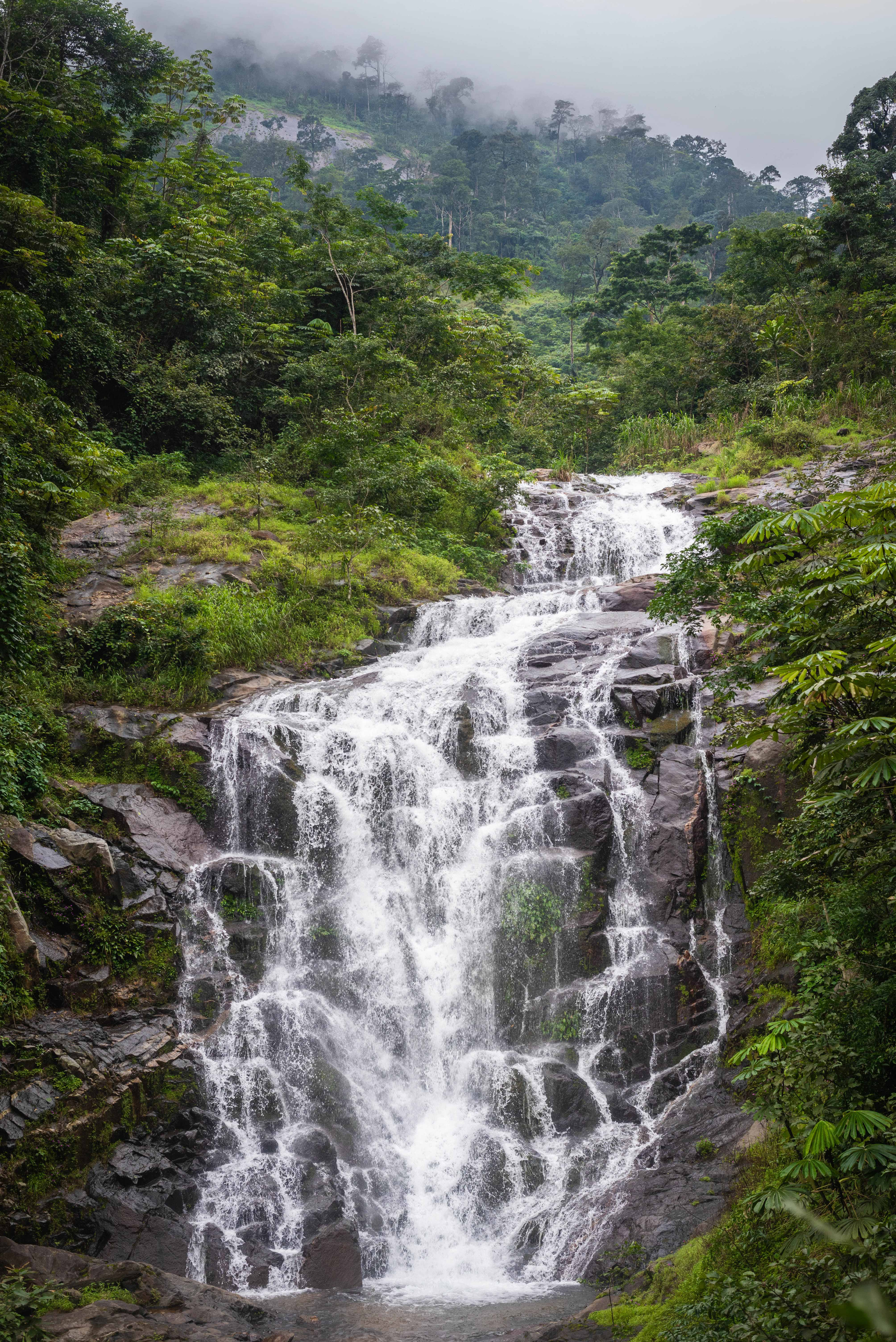
شلال أوديغا في محمية جبل أفي للحياة البرية، ولاية كروس ريفر، نيجيريا.

* الغابات المدارية المنخفضة: تنتشر في الجنوب الشرقي وتغطي مناطق واسعة حول أحواض الأنهار، وتمثل موائل لعدد كبير من الأنواع النباتية المتخصصة ضمن النظام الإيكولوجي المنخفض الارتفاع.
- الهضاب العليا : مثل هضبة مامبيلا في شرقي نيجيريا تمتدّ على ارتفاعات بين 1400–2000 م، وتشكل موائل ملفتة للعديد من النباتات والحيوانات الأفريقية الجبلية. وفقًا لدراسة Salako وآخرين (2016)، تُصنّف هذه الهضاب إلى ست مناطق إيكولوجيّة، وتتميز بغابات أفرو-جبلية متناثرة على المنحدرات العميقة.[6][7]
- الأنظمة الإيكولوجية الجبلية: في نجل نياكي (منطقة ضمن هضبة مامبيلا) تحتوي على غابات شبه جبلية نادرة، وتضم ما لا يقل عن 18 نوعًا من الحلزونات الأرضية حسب دراسة Abhulimen & Fate (2021). يُعد احتفاظ هذه البقع بالغابات أمرًا حيويًا لصون التنوع البري.[8]
- المناطق العشبية والسافانا: في وسط وشمال البلاد تمثل موائل متنوعة للأعشاب والأشجار المتفرقة، وتشكّل جسرًا إيكولوجيًا بين النظام الجبلي والبيئات الصحراوية في الشمال الأقصى، كما تظهر في النظام البيئي "Mandara Plateau mosaic" (تتقاطع فيه جبال مندرا مع السافانا الشمالية)، والذي حُدد كمنطقة حرجة للاستدامة البيئية من قبل Dinerstein وآخرين (2017).[9][10]

## التنوع البيولوجي في نيجيريا
| قردة الأنف المرقطة الكبيرة الصغيرة (Cercopithecus nictitans) | قردة مونا مع صغيرها في بيئتها الطبيعية | غينون أحمر الأذن (Cercopithecus erythrotis) |
| تنوع أصناف القردة في نيجيريا                                 |                                        |                                             |

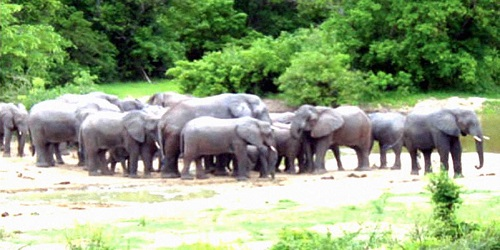
منظر طبيعي لمحمية كاموكو الوطنية في ولاية كادونا، نيجيريا.

تتميز نيجيريا بتنوع بيولوجي غني يعود إلى امتدادها عبر مناطق بيئية مختلفة، من الغابات المطيرة الاستوائية في الجنوب إلى السافانا في الشمال، مرورًا بالمستنقعات والأنهار والهضاب الجبلية. هذا التنوع البيئي يتيح وجود مجموعة واسعة من الأنواع النباتية والحيوانية، بعضها مستوطن وبعضها مهدد بالانقراض، مما يجعل نيجيريا من المناطق المهمة على مستوى القارة الأفريقية للحفاظ على التنوع البيولوجي.

### الحيوانات

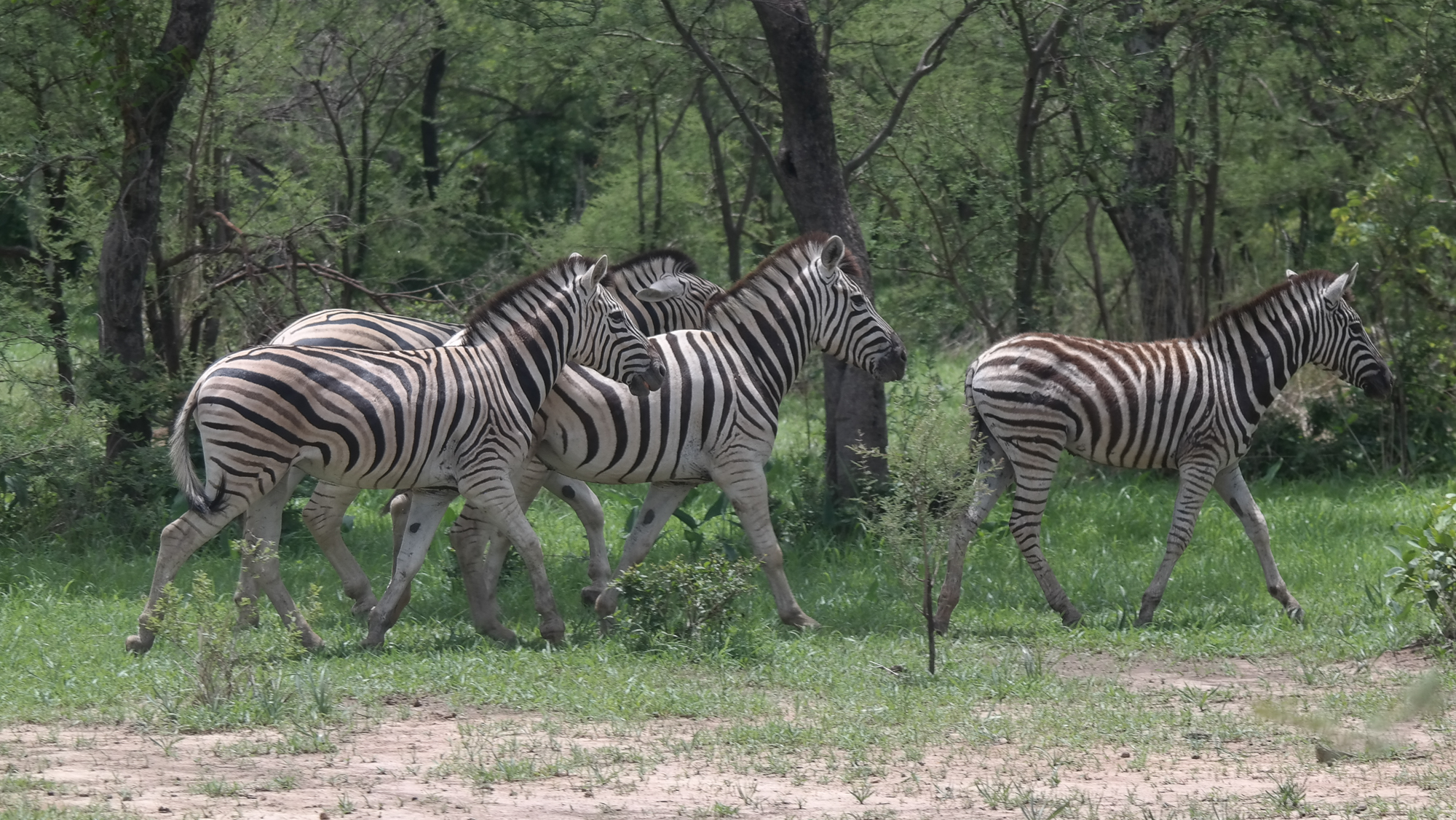
أحد الزُرُوف في حديقة سُمُو للحياة البرية بولاية باوتشي، نيجيريا.

يشمل التنوع الحيواني في نيجيريا فئات متعددة من الفقاريات واللافقاريات، وتنتشر الحيوانات البرية في البيئات المختلفة التي توفرها البلاد.
- الثدييات: تضم نيجيريا نحو 290 نوعًا من الثدييات، تشمل حيوانات كبيرة مثل الأسد الأفريقي (Panthera leo), الفيل الأفريقي (Loxodonta africana), وفهد أفريقيا الغربية (Panthera pardus). تُعد غابات نهر الكروس موطنًا لغوريلا نهر الكروس (Gorilla gorilla diehli), وهي من أكثر أنواع الغوريلا تهديدًا في العالم، إذ يبلغ عدد أفرادها أقل من 300.[11] كما توجد شمبانزي نيجيريا-الكاميرون (Pan troglodytes ellioti) التي يقدر عددها بين 3500 و9000 فرد.[12]
- الطيور: سجلت نيجيريا أكثر من 940 نوعًا من الطيور، منها خمسة أنواع مستوطنة، كالنسر التاج (Stephanoaetus coronatus) وطائر الكركي الأسود المتوج. تنتشر هذه الطيور بين الغابات المدارية في الجنوب وسهول السافانا في الشمال، مما يعكس تنوع المواطن البيئية.[13]
- الزواحف: تضم البلاد تنوعًا واسعًا من الزواحف، بما في ذلك التماسيح، السحالي، والثعابين التي تسكن البيئات المتنوعة من الأنهار والغابات إلى السافانا. تلعب هذه الزواحف دورًا هامًا في الحفاظ على التوازن البيئي والسيطرة على أعداد الفرائس.[14]
- الأسماك واللافقاريات: تحتضن المياه النهرية والبحيرات في نيجيريا تنوعًا كبيرًا من الأسماك واللافقاريات، وهي عناصر أساسية في السلسلة الغذائية المائية.[15]

### النباتات

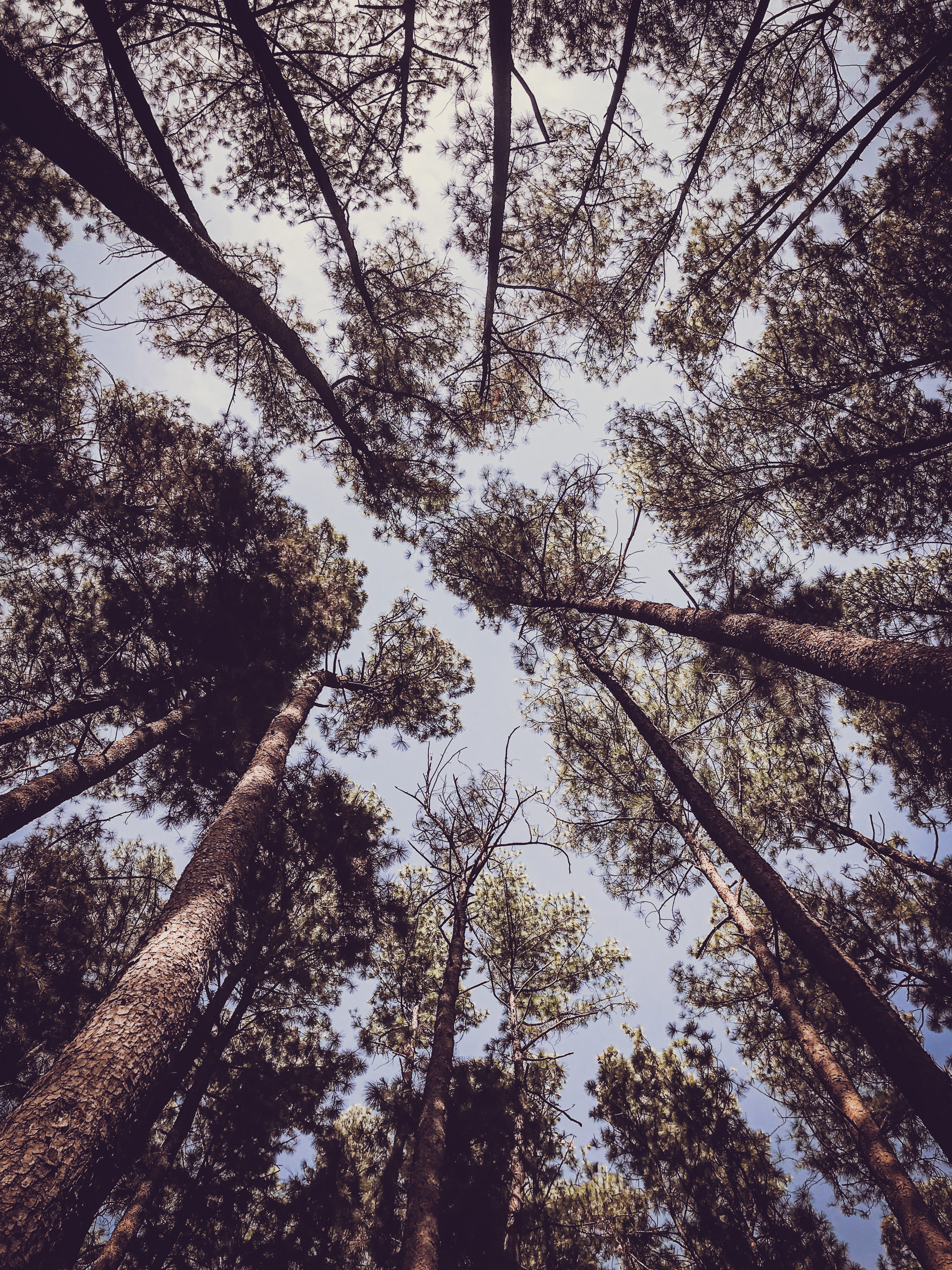
أشجار من نوع *Pinus caribaea* تهيمن على الغطاء النباتي في حديقة جوس، حيث تمثّل نحو 46% من إجمالي الأشجار، ما يجعلها عنصراً بارزًا في التنوع النباتي المزروع بالحديقة.

تغطي نيجيريا طيفًا واسعًا من الغطاء النباتي الذي يتنوع بين الغابات الاستوائية، السافانا، والمناطق الجبلية، مما يشكل قاعدة أساسية لدعم التنوع الحيواني.
- الغابات المدارية المطيرة: تغطي مناطق جنوب نيجيريا غابات كثيفة غنية بالأشجار مثل الـ Brachystegia وأنواع من عائلة الميلياسيا (Meliaceae)، وتعتبر هذه الغابات موائل للعديد من الأنواع النباتية والحيوانية المتخصصة.[16]
- السافانا: تنتشر في وسط وشمال البلاد، وتتألف من الأعشاب والأشجار المتفرقة مثل أشجار الأكاسيا (Acacia) والأيكوريا (Isoberlinia)، وتعد بيئة ملائمة للعديد من الحيوانات التي تعتمد على الأراضي العشبية.[17]
- الغطاء النباتي الجبلي: في مناطق الهضاب مثل مامبيلا، توجد غابات جبلية نادرة تحتوي على أنواع نباتية مستوطنة ومهددة، تعكس تنوعًا بيئيًا فريدًا.[18]

## التهديدات والمخاطر
يواجه التنوع البيولوجي في نيجيريا تحديات متعددة ناجمة في الغالب عن الأنشطة البشرية المتزايدة، مما أدى إلى تدهور المواطن الطبيعية وتراجع أعداد العديد من الأنواع.
- إزالة الغابات والتوسع الزراعي: تعتبر إزالة الغابات من أبرز التهديدات، حيث تدمير الغابات المطيرة والسافانا لتحويلها إلى أراض زراعية أو مناطق سكنية أدى إلى فقدان المواطن الطبيعية للكثير من الأنواع الحيوانية والنباتية.[19]
- الصيد غير المشروع: الصيد الجائر يؤثر بشكل كبير على الثدييات الكبيرة والطيور، خاصة الأنواع المهددة مثل الغوريلا والشمبانزي، مما يقلل من فرص بقاءها في البرية.[20]

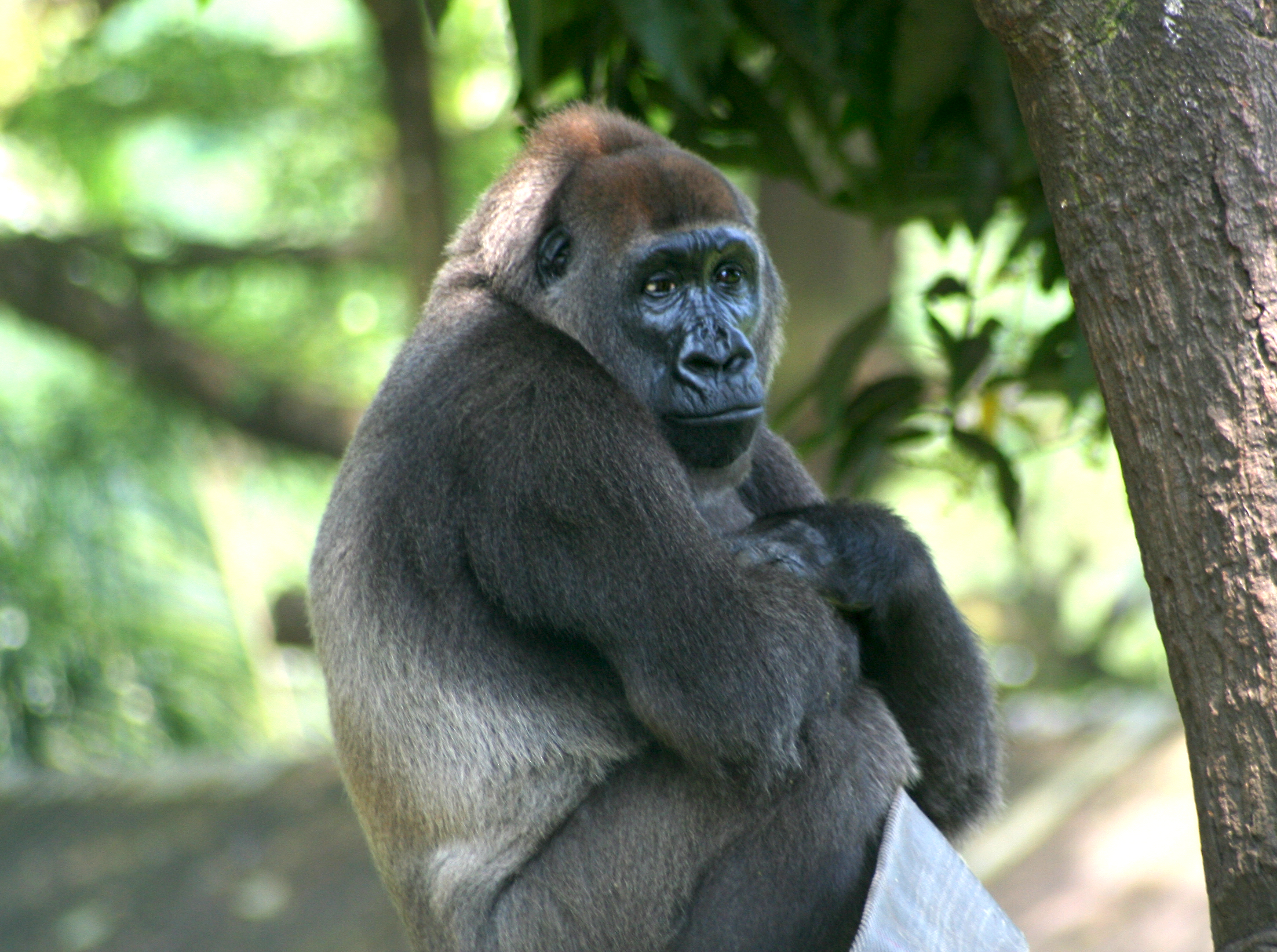
غوريلا نهر الكروس (*Gorilla gorilla diehli*)، من أندر الرئيسيات في العالم، ويُقدَّر عددها في البرية بأقل من 300 فرد.

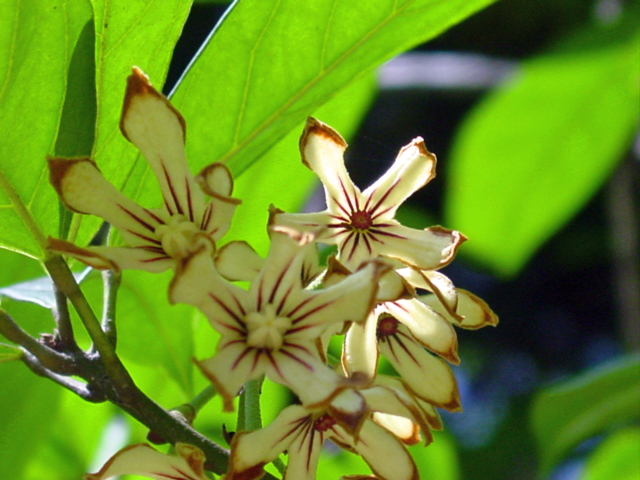
ثمار وأزهار شجرة كولا (*Cola acuminata*)، من نفس جنس *Cola nigerica* النادرة والمهددة بالانقراض في نيجيريا.

- التلوث البيئي: خاصة في دلتا النيجر، حيث تسرب النفط والنفايات الصناعية يؤدي إلى تلوث المياه والتربة، مما يؤثر على الأحياء المائية والبرية.[21]
- تغير المناخ: يفاقم من ضغوط الموائل البيئية، ويسبب تغيرات في أنماط الهطول ودرجات الحرارة التي تؤثر على توزيع الأنواع ونشاطها.[22]

## المحميات الطبيعية وجهود الحفظ
تسعى الحكومة النيجيرية والمنظمات البيئية إلى حماية التنوع البيولوجي من خلال إنشاء وإدارة محميات طبيعية وحدائق وطنية.
- المتنزهات الوطنية والمحميات: مثل متنزه كاينجي الوطني، وغاشاكا-غومتي، وأوكومو، تعد مناطق محمية رئيسية للأنواع المهددة وتوفر ملاذًا آمنًا للحيوانات البرية والنباتات النادرة.[23]
- المبادرات المجتمعية: تشارك المجتمعات المحلية في جهود الحفظ عبر برامج التوعية وإدارة الموارد الطبيعية المستدامة.[24]
- التعاون الدولي: تعمل نيجيريا مع منظمات مثل الاتحاد الدولي للحفاظ على الطبيعة (IUCN) وبرنامج الأمم المتحدة للبيئة لدعم مشاريع الحفظ وتعزيز البحوث.[25]

## التدهور البيئي في دلتا النيجر
تُعد منطقة دلتا النيجر من أغنى المواطن الطبيعية في نيجيريا من حيث التنوع البيولوجي، إلا أنها تواجه تحديات بيئية متفاقمة نتيجة الأنشطة الصناعية والاستخراجية، خصوصًا استخراج النفط. فقد أدّت حوادث التسرب النفطي المتكررة إلى تلوث واسع النطاق طال التربة والمياه، وأسفر عن انقراض مواطن واسعة للعديد من الأنواع، بما في ذلك أشجار المانغروف والمستنقعات الساحلية. ورغم الجهود المحدودة للتنظيف البيئي، لا يزال التأثير البيئي والإنساني مستمرًا، ويتجلى في تراجع الإنتاج الزراعي وتلوث مياه الشرب وتقلص المساحات الطبيعية للأنواع البرية النادرة.
تشير تقارير بيئية إلى تسجيل آلاف الحوادث المرتبطة بتسرب النفط منذ سبعينيات القرن العشرين، وهو ما أدى إلى فقدان ملايين البراميل من النفط، معظمها لم يُسترد أو يُعالج بشكل كافٍ. كما أدّت ممارسات مثل حرق الغاز إلى تفاقم تلوث الهواء وتدهور جودة الحياة البيئية للسكان المحليين، الذين يعتمدون على الزراعة والصيد كمصادر معيشة رئيسية. وتُعد هذه العوامل مجتمعة تهديدًا فعليًا للأنواع المهددة بالانقراض في المنطقة، مثل غوريلا نهر الكروس وبعض الرئيسيات النادرة، فضلاً عن التأثير المباشر على النظم البيئية الرطبة.

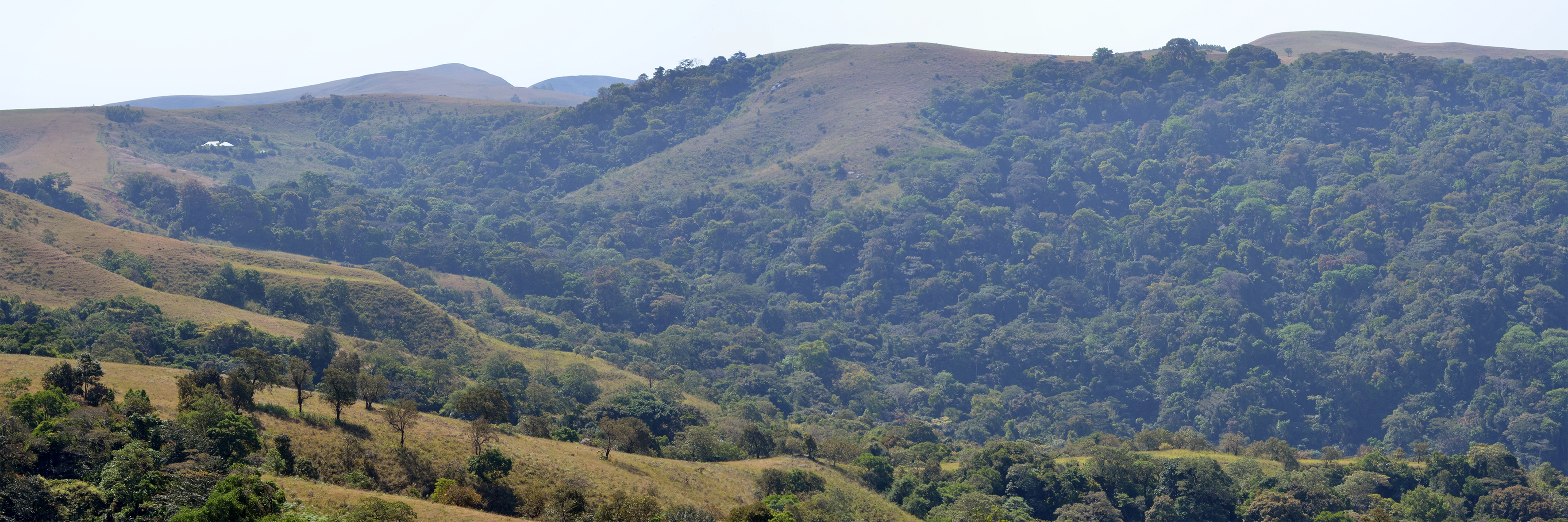
بانوراما للحدود الشرقية لمحمية نجل نياكي على هضبة مامبيلا، ولاية تارابا، نيجيريا. تُعد هذه المنطقة مثالًا على تنوع الموائل الطبيعية الذي تحتضنه نيجيريا، من الغابات الجبلية إلى السهول، بما يعكس ثراءها البيولوجي وأهمية الحفاظ عليه.

## أنظر  أيضاً
- الحياة البرية في أفريقيا
- دلتا النيجر
- التنوع البيولوجي
- وسط إفريقيا

## روابط خارجية
- الجمعية الدولية لحماية الحياة البرية – فرع نيجيريا
- مؤسسة الحفاظ على البيئة في نيجيريا
- مركز بقاء الأنواع – نيجيريا (بالتعاون مع الاتحاد الدولي)
- وزارة البيئة الفيدرالية في نيجيريا
- المؤسسة الأفريقية للحياة البرية – نيجيريا
- شبكة الحفظ في غرب إفريقيا
- القائمة الحمراء للأنواع المهددة – الاتحاد الدولي
- السلطات الوطنية لنيجيريا – اتفاقية سايتس